# Girolamo Prigione
Girolamo Prigione (ur. 12 października 1921 w Castellazzo Bormida, zm. 27 maja 2016 w Alessandrii) – włoski duchowny katolicki, arcybiskup, nuncjusz apostolski.

## Życiorys
18 maja 1944 otrzymał święcenia kapłańskie i został inkardynowany do diecezji Alessandria. W 1949 rozpoczął przygotowanie do służby dyplomatycznej na Papieskiej Akademii Kościelnej.
27 sierpnia 1968 został mianowany przez Pawła VI nuncjuszem apostolskim w Gwatemali i Salwadorze oraz arcybiskupem tytularnym Lauriacum. Sakry biskupiej 24 listopada 1968 udzielił mu ówczesny sekretarz stanu – kard. Amleto Giovanni Cicognani.
Następnie reprezentował Stolicę Świętą w Nigerii i Ghanie (1973-1978). 7 lutego 1978 został przeniesiony do nuncjatury w Meksyku. W 1997 przeszedł na emeryturę.